# 柏戸宗五郎 (大関)
柏戸 宗五郎（かしわど そうごろう、1767年（明和4年） - 1818年2月18日（文化15年1月14日））は、江戸時代の大関。武蔵国足立郡（現・草加市）出身。本名は大久保 清五郎。身長184cm、体重116kg。雷電爲右エ門の好敵手として名があるが、自身も強豪大関の一人だった。享保2年2月関脇昇進。

## 来歴
同郷の縁で3代伊勢ノ海の弟子となった。当時の力士としては珍しく序ノ口で初土俵（天明6年（1786年）11月）。若名乗りは滝ノ音。新入幕は寛政7年（1795年）11月。新入幕の場所、雷電不在場所ではあったが、8勝1敗1休で優勝相当成績を残す。寛政10年（1798年）3月場所4日目、師匠の急死によって二枚鑑札で4代伊勢ノ海を襲名。
雷電とは寛政10年（1798年）3月の初顔合わせから12回顔が合って、1勝5敗1分2預3無勝負。雷電に勝った文化元年（1804年）10月場所は小結。雷電が平幕や幕下力士への取りこぼしでなく、三役同士の取組に敗れたのは、寛政3年6月の上覧相撲での陣幕嶋之助（本場所の番付では関脇）と、この時の柏戸だけである。雷電の生涯でふたつしかない引き分けのひとつも記録、それが雷電の最後の土俵にもなった。文化5年（1808年）3月に大関昇進。
幕内通算156勝36敗9分12預11無勝負54休。雷電と優勝同点にあたる成績を残すことも3度。文化9年4月限りで引退し、年寄柏戸専任に。
伊勢ノ海襲名をめぐって先代の遺族との間で紛糾、2代未亡人と3代未亡人が対立し、この「伊勢ノ海太鼓訴訟事件」は幕府への訴訟に発展する一件もあった。これは年寄専任後に2代目未亡人側と和解し、文化10年から11年初めにかけて、約15年ぶりに伊勢ノ海の名跡を継承。正式に4代目となった。
部屋の師匠としては大関の柏戸利助を始めとして多くの門下生を育て、相撲会所内では筆頭（ふでがしら、現在の日本相撲協会理事長に相当）の要職に就いた。
め組の喧嘩に登場する九竜山浪右衛門、四ツ車大八らは彼の弟子で、「伊勢ノ海太鼓訴訟事件」では彼らも事態の収拾に追われることになった。

### 場所別成績
| 1786年 | x                        | 西序ノ口筆頭 –           |
| 1787年 | 西序二段7枚目 – 興行中止 | x                        |
| 1788年 | 西三段目17枚目 –         | 西三段目13枚目 –         |
| 1789年 | 西三段目13枚目 –         | 西三段目10枚目 –         |
| 1790年 | 西三段目5枚目 –          | x                        |
| 1791年 | x                        | 西幕下13枚目 –           |
| 1792年 | 西幕下3枚目 7–1 1無      | 西幕下4枚目 3–0          |
| 1793年 | 西幕下4枚目 5–2 1預1無   | 西幕下6枚目 4–4 1分1預   |
| 1794年 | 西幕下8枚目 7–0 2預      | 西幕下2枚目 6–3 1預      |
| 1795年 | 西幕下2枚目 5–0          | 西前頭2枚目 8–1–1        |
| 1796年 | 西前頭2枚目 6–1–2 1分    | 西前頭5枚目 6–1–2 1預    |
| 1797年 | 西前頭4枚目 4–1–3 1分1無 | 西前頭2枚目 4–1–3 1預1無 |
| 1798年 | 西前頭2枚目 5–2–1 1預1無 | 西前頭2枚目 6–2–1 1預    |
| 1799年 | 西前頭2枚目 4–1 1分1預   | 西前頭4枚目 4–2–3 1預    |
| 1800年 | 西小結 3–0–2             | 西前頭2枚目 0–0–10       |
| 1801年 | 番付非掲載 不出場        | 東小結 3–1 2預           |
| 1802年 | 東関脇 1–3–4 1分1無      | 番付非掲載 不出場        |
| 1803年 | 番付非掲載 不出場        | 東小結 0–0–10            |
| 1804年 | 番付非掲載 不出場        | 東小結 5–2–1 2預         |
| 1805年 | 東関脇 8–1 1分           | 東関脇 7–2 1無           |
| 1806年 | 東関脇 5–0               | 東小結 6–2–1 1預         |
| 1807年 | 東関脇 6–2–1 1無         | 東関脇 7–1 2無           |
| 1808年 | 東大関 7–0–1 1分1無      | 東大関 9–1               |
| 1809年 | 東大関 7–1 1預1無        | 東大関 7–1–2             |
| 1810年 | 東大関 6–2 1分1無        | 東大関 6–2–1 1分         |
| 1811年 | 東大関 7–2–1             | 東大関 6–1–2 1分         |
| 1812年 | 東大関 引退 3–0–2        | x                        |
| 各欄の数字は、「勝ち-負け-休場」を示す。 優勝 引退 休場 十両 幕下 三賞：敢=敢闘賞、殊=殊勲賞、技=技能賞 その他：★=金星 番付階級：幕内 - 十両 - 幕下 - 三段目 - 序二段 - 序ノ口 幕内序列：横綱 - 大関 - 関脇 - 小結 - 前頭（「#数字」は各位内の序列） |                          |                          |

- この成績表でテンプレートの仕様上「幕下」となっている部分は、番付表の上から二段目であるため、「二段目」と呼ぶ方が正確である。当時は段ごとに力士の地位を待遇差で区別する発想がまだ確立しておらず、二段目以下でも番付表で「前頭」（「同」表記でない）と書かれている部分までは「幕内格」と見るべきだという説がある。
- 二段目11枚目以下の地位は小島貞二コレクションの番付実物画像による。

### 改名歴
- 滝ノ音　宗五郎 - 1786年11月場所 - 1794年11月場所
- 柏戸　宗五郎 - 1795年3月場所 - 1812年4月場所